# Giuseppe Gerbaix de Sonnaz
Giuseppe Gerbaix de Sonnaz (Cuneo, 30 settembre 1828 – Roma, 8 aprile 1905) è stato un politico italiano.
Fu senatore del Regno d'Italia nella XV legislatura.

## Biografia
Nato a Cuneo nel 1828, Giuseppe De Sonnaz, che apparteneva ad una famiglia di soldati, aveva cominciato a battersi a vent'anni a Mortara ed a Novara quale aiutante di campo di suo padre: poi si batté in Crimea, poi nelle Marche e nell'Umbria. Fu lui che nel '66, aiutante dell'allora principe ereditario Umberto, suggerì a Custoza quel quadrato che arresto la cavalleria austriaca e fece apparir meno infausta la triste giornata. Ebbe allora la medaglia al valor militare. Com'era stato valoroso sui campi di battaglia, fu coraggioso e pietoso in mezzo alle calamità, fra i colerosi di Piacenza nel 1884 e fra le vittime del terremoto in Liguria nel 1887. Salito al grado di comandante di corpo d'armata, venne eletto senatore, ed ora consacrava l'attività concessagli dalla tarda età a celebrare i fasti della patria. Il grandioso pellegrinaggio nazionale al Pantheon del 1903 fu da lui promosso, organizzato e capitanato. Morì l’8 aprile 1905 a Roma.